# 永安液化天然氣接收站
永安液化天然氣接收站，又稱第一液化天然氣接收站、永安液化天然氣接收港、永安液化天然氣廠，簡稱一接，站址位於臺灣南部的高雄市永安區，為臺灣第一座液化天然氣接收站，由中油營運。建造目的為自中東卡達進口經液化處理的天然氣資源，並以管線供應北臺灣電廠發電，奠定臺灣天然氣產業之基礎。建站初期設計總儲量為150萬噸，二期設計總儲量為300萬噸，現總儲量達450萬噸，是臺灣當前第一大液化天然氣接收站。

## 沿革

### 背景
由於臺灣自產天然氣數量十分有限，且新竹、苗栗之天然氣資源已然枯竭；而工業愈發達、社會愈進步，人民生活水準愈高，對環境品質的要求也愈趨嚴格；加上天然氣價格合理，供應來源穩定，因此政府於1979年決定進口液化天然氣，並於考慮潮汐、氣候、交通條件等因素後，選定在高雄縣永安海濱填海埔新生地設立液化天然氣接收站，將進口液化天然氣加以氣化處理後、由管線輸送供應全臺用戶。
面對臺灣十分缺乏天然氣資源之窘境，當時的中國石油股份有限公司（現臺灣中油）自七十年代初即開始進行液化天然氣進口的相關規劃，提交「中油公司進口液化天然氣案評估報告」予行政院，並於1984年2月23日經行政院核定，列為十四項建設之一，並於同年7月1日動工，興建永安液化天然氣接收站。

### 規劃
此一工程在當時被列為政府的「十四項建設」中「油氣能源計畫」內，是在1984年7月1日始造，於1990年3月26日完工，並於同年4月啟用。該工程主要包括建港填站工程，站區輸儲設備即長途輸、配氣工程三部份。總工程費用約新臺幣三百二十八億元。
1980年代，中國石油股份有限公司（現臺灣中油）提交「中油公司進口液化天然氣案評估報告」予行政院。1984年2月23日，行政院核定中國石油股份有限公司提交之「中油公司進口液化天然氣案評估報告」，並列入十四項建設執行。

### 施工
1984年7月1日永安液化天然氣接收站正式動工。1990年3月26日，永安液化天然氣接收站正式竣工，同時進行勘驗作業。

### 完工
1990年4月，永安液化天然氣接收站正式撥交中國石油股份有限公司（現臺灣中油），進行商轉營運作業。1990年，根據統計，全年液化天然氣進口量突破65萬噸。2008年，全年液化天然氣進口量突破903萬噸。2009年，1990年截至2009年，液化天然氣進口量突破9000萬噸。

## 廠區規劃

### 特色
初期規劃年輸儲能量為150萬噸，於1990年完工。使臺灣中油得以面對大潭電廠及中、北部用戶擴增之用氣需求，有賴本計畫之完成，以滿足未來天然氣整體營運需求。同時，本站亦是臺灣第一座液化天然氣接收站，長年供應臺灣各電廠之天然氣資源。

### 工程內容
永安液化天然氣接收站計畫工程內容包括三部分：
- 建港填站工程
- 接收站輸儲設備工程
- 長途輸氣管線工程